# Sanys implacata
Sanys implacata är en fjärilsart som beskrevs av William James Kaye 1922. Sanys implacata ingår i släktet Sanys och familjen nattflyn. Inga underarter finns listade.